# Almacén de los hermanos Peris Puig
El almacén de los hermanos Peris Puig es un edificio ubicado en la calle Guadassuar número 2 de Alcira, (Valencia), España. De estilo modernista valenciano construido en 1912, es obra del arquitecto valenciano Emilio Ferrer Gisbert. 

## Edificio
Se encuentra situado en el arrabal de la estación, dentro de un pequeño núcleo industrial que surge a raíz de la construcción de la vía de ferrocarril, en 1852, y que crece autónomamente a la otra orilla del Júcar, ajeno al desarrollo urbano del núcleo histórico. 
El almacén consiste en una gran nave prevista para trabajos de confección y almacén de la naranja. Este uso no se prolongó durante mucho tiempo, ya que a finales de los años veinte, cambió su programa por el de una fábrica de algodón. Posteriormente queda abandonado, con lo que su deterioro fue en aumento. Ya en la década de los noventa, el edificio ha sido recuperado y restaurado para una casa de restaurantes.
El planteamiento de la obra consiste en un espacio de planta rectangular con cubrición a dos aguas, con accesos centrados en las cuatro fachadas, siendo los testeros los que asumen el rango de fachada principal.
Estas fachadas son idénticas, y su composición sigue parámetros basados en la simetría central, con una puerta principal de acceso de gran proporción rematada con un arco de medio punto, flanqueada por dos pilastras que emergen del lienzo de la fachada rematadas con pináculos. A media altura se disponen dos líneas de imposta molduradas que enmarcan una serie de ventanas, en las que predomina la dimensión vertical, que recorren todo el perímetro del almacén, de modo que resuelven la iluminación del interior y constituyen un potente elemento estructurador de la fachada con un interesante diálogo entre elementos macizos y huecos. Las fachadas principales quedan enmarcadas con hastiales de vertientes escalonadas y pilastras coronadas con pináculos en los extremos laterales de la fachada.
En la fachada lateral, la composición está marcada por una repetición modular de elementos, que imprime un marcado ritmo, con una sucesión de pilastras que emergen del plano de fachada, convertidas en columnas entre las impostas que delimitan las series de ventanas y rematadas con pináculos, que separan de tres en tres los huecos del cuerpo superior. A su vez, cada cuatro pilastras, aparece una rematada con una gárgola de forma animal. Este ritmo compositivo origina una fachada muy dinámica, con una sucesión de elementos significativos como los pináculos y las gárgolas, y con una contraposición de volúmenes y sombras marcado por las pilastras, las cornisas y los huecos; que produce resultados muy interesantes. 
La obra está resuelta en su práctica totalidad con el ladrillo, aunque se utiliza la piedra para definir el zócalo y el cemento trabajado en molde para resolver los detalles de ornamentación, como molduras, columnas, pináculos y gárgolas. La cubierta está resuelta con cerchas totalmente metálicas y teja plana polícroma como material de cubrición.
La adscripción al modernismo de esta obra se pone de manifiesto por el tratamiento global de sus formas y texturas, en las que las formas vegetales y, particularmente, la figura de la naranja, se revelan en el tratamiento de la ornamentación: los frisos cerámicos de las pilastras, las molduras de los capiteles, el arranque de los pináculos, los rosetones huecos y los detalles de forja.